# Rosenkopfente
Die Rosenkopfente (Rhodonessa caryophyllacea), auch als Nelkenente bezeichnet, ist eine möglicherweise ausgestorbene Tauchentenart. Nach einer von Bradley C. Livezey 1998 veröffentlichten Studie haben phylogenetische Untersuchungen ergeben, dass die Rosenkopfente eng mit der Kolbenente (Netta rufina) verwandt ist. Es wurde der Vorschlag gemacht, sie in die Gattung Netta zu stellen. Dies wurde jedoch von anderen Wissenschaftlern abgelehnt, da die Rosenkopfente zahlreiche Eigenheiten aufweist, die sie von anderen Entenarten trennt.

## Beschreibung
Die 60 cm lange Rosenkopfente ist unter guten Beobachtungsbedingungen nahezu unverwechselbar. Körper und Hals sind relativ lang. Die Flügellänge beträgt 25 cm. Die erwachsenen Männchen besitzen einen etwas büscheligen Schopf und weisen eine eigenartige starrhalsige Körperhaltung auf. Sie tragen kein Prachtkleid, sondern haben ganzjährig einen schokoladenbraunen Körper, der mit einem dunkelrosa gefärbten Kopf und Hinternacken kontrastiert. Die Beine sind lang und rötlich schwarz.
Die Weibchen und Jungvögel sind blasser und haben Ähnlichkeit mit einer dunklen Kolbenente mit einem rosa getönten Kopf. Verwechslungen mit der männlichen Kolbenente stammen hauptsächlich von Beobachtungen von schwimmenden Vögeln, wobei letztere Art einen auffälligen fuchsfarbenen bis orangen Kopf besitzt. Bei den Weibchen sind die Beine braun. Die Iris ist braun-orange.
Weibliche Rosenkopfenten haben – im Flug oder aus der Ferne betrachtet – wiederum Ähnlichkeit mit der Indien-Fleckschnabelente (Anas poecilorhyncha). Die beiden Arten sind im Flug nur unter guten Beobachtungsbedingungen an der Oberseite der Flügel zu unterscheiden. Die der Rosenkopfente haben deutlich hervorstechende weiße Armdecken und beige-rosa gefärbten Armschwingen. Die Armschwingen der Fleckschnabelente zeigen einen dunkelgrünen Spiegel.
Über den Mauserverlauf dieser Art liegen keine hinreichenden Daten vor. Vermutlich wurde das Kleingefieder zweimal jährlich gewechselt. Der Ruf des Männchens wird als ein keuchender Pfiff beschrieben. Zum Lautrepertoire gehört außerdem ein weicher, zwei-silbiger Ruf, der lautmalerisch mit „wugh“ umschreiben wird. Die Rufe des Weibchens werden als quakend umschrieben.

## Lebensraum und Lebensweise
Die Brutgebiete der Rosenkopfente befinden sich in den Tieflandsümpfen und Teichen im Elefantengras-Dschungel.
Die tagaktive Rosenkopfente bevorzugt die Nahrungssuche an der Wasseroberfläche, ist aber durchaus in der Lage, kurze Strecken zu tauchen. Es handelt sich um gesellige Vögel, die oft in Scharen von 30 oder mehr Exemplaren auftraten.
Die Nahrung des Allesfressers besteht überwiegend aus Muscheln, kleinen Krebstieren und Wasserpflanzen, die die Rosenkopfenten wie die Arten der Gattung Netta kopfüber abgrasen. Die Brutzeit liegt zwischen April und Mai. Das annähernd kreisförmige Nest, das einen Durchmesser von etwa zwei Metern hat, wird in Zonen mit dichter Grasvegetation am Teichufer errichtet. Das Gelege besteht aus fünf bis zehn kugelförmigen Eiern mit einem ungefähren Durchmesser von vier Zentimetern.

## Fortpflanzung
Die Rosenkopfente baut ihr Nest in einer Entfernung von maximal 500 Meter vom nächsten Gewässer. Das rundliche Nest wird aus trockenem Gras und einigen Federn gebaut. Es misst 23 Zentimeter im Durchmesser. Die Nistmulde ist zwischen 10 und 12,5 Zentimeter tief. Es wird versteckt im hohen Gras errichtet. Die Eier sind grauweiß. Die im Britischen Museum aufbewahrten Eier messen 45,9 × 42 Millimeter. Das Vollgelege umfasst zwischen fünf und zehn Eier. Für die Dauer der Inkubationszeit liegen keine Daten vor. Es wurden jedoch beide Elternvögel in der Nähe des Nestes beobachtet, so dass nicht ausgeschlossen ist, dass das Männchen sich während der Brutzeit in der Nestnähe aufhält. Über die Entwicklung der Dunenküken liegen keine ausreichenden Daten vor. Vermutlich beträgt die Zeit bis zum Flüggewerden der jungen Rosenkopfenten zwei Monate. In Gefangenschaft gehaltene Rosenkopfenten erreichten ein Lebensalter von mehr als zwölf Jahren.

## Status
Das Verbreitungsgebiet dieser Ente erstreckte sich früher vom östlichen Indien über Bangladesch ins nördliche Myanmar mit wenigen Vorkommen in Nepal. Sie war mindestens noch im 18. Jahrhundert zahlreich und siedelte vor allem am unteren Lauf des Ganges sowie am Brahmaputra. Heute ist sie möglicherweise ausgestorben. Der letzte gesicherte Nachweis liegt aus dem Jahre 1949 vor. Unbestätigte Berichte gab es bis in die frühen 1960er Jahre. Rory Nugent, ein amerikanischer Vogelbeobachter, und Shankar Barua aus New Delhi wollen die Art 1988 an den Ufern des Brahmaputra gesichtet haben. Die beiden Ornithologen begannen ihre Suche am Saikhoa Ghat am nordöstlichen Ende des Flusses auf der indischen Grenzseite. Nach 29 Tagen des Segelns berichtete Rory Nugent, er habe die Rosenkopfente in einer Ansammlung anderer Wasservögel gesehen. Nugents und Baruas Sichtung genügte allerdings nicht, um die Rosenkopfente von der Liste der ausgestorbenen Vögel zu streichen.
Seit Jahrzehnten gibt es von den Senken des Mali Hka und Chindwin Myit im nördlichen Myanmar unbestätigte Sichtungen von Rosenkopfenten. Das Gebiet ist weitgehend unerforscht, und Suchaktionen waren bisher erfolglos. Verwechslungen mit Kolben- und Fleckschnabelente sind bei den meisten Sichtungen der Rosenkopfente nicht ausgeschlossen.
Ein Expeditionsbericht aus dem Hu-Kaung-Tal im November 2003 (Nguyen, 2003) kam zu der begründeten Vermutung, dass eine Existenz der Rosenkopfente im Kachin-Staat in Myanmar nicht auszuschließen sei. Im Kachin-Staat gibt es große und fast undurchdringliche Sumpfgebiete, die Rückzugsmöglichkeiten für eine Reihe von seltenen Vogelarten bieten. Hier kommt unter anderem auch noch die Weißflügelente vor, die zu den derzeit am stärksten bedrohten Entenarten gehört. Eine umfangreiche Suchaktion am Fluss Nat Kaung zwischen Kamaing und Shadusup im Oktober 2005 blieb ohne Ergebnis. Jedoch konnte eine Vielzahl anderer Enten, wie Fleckschnabel- und Weißflügelente (Cairina scutulata), beobachtet werden.
Der Grund für das Aussterben der Rosenkopfente war möglicherweise die Zerstörung ihres Lebensraums. Es ist nicht bekannt, warum sie schon immer als selten galt. Ungenügende Erfassung der Art scheint nicht der Grund zu sein, denn ihr einstiger Lebensraum wurde in der Kolonialzeit häufig von Jägern durchforstet.
Die Rosenkopfente war bei Jägern und später als Ziervogel hauptsächlich wegen ihres ungewöhnlichen Gefieders hochbegehrt. Das vermutlich letzte Exemplar wurde 1935 in Dabhanga, Bihar, Indien von C. M. Inglis geschossen, der nicht einmal wusste, was er erlegt hatte, bevor sein Hund, ein Retriever, ihm den Vogel brachte. Das erlegte Exemplar tauchte später wieder im Regierungsmuseum in Madras im südlichen Indien auf – fast 1000 Meilen von dem Ort entfernt, wo die Rosenkopfente ihr Ende gefunden hatte. Hier war es spätestens bis in die 1980er Jahre ausgestellt. Sir David Ezra, ein Europäer, der im damaligen Britisch-Indien lebte, hielt bis 1945 einige dieser Enten in seinem Vogelpark in Kalkutta. In der Vergangenheit wurden einige Exemplare auch in Zoos und Wildparks gehalten, darunter von Oskar Heinroth im Zoologischen Garten Berlin (ein Erpel zwischen 1907 und 1908), von Jean Théodore Delacour in Clères, Frankreich sowie von Alfred Ezra in Foxwarren Park bei Cobham, Surrey, England (von 1926 bis 1932). Aus unbekannten Gründen hat die Rosenkopfente nie in menschlicher Obhut gebrütet.